# East Mediterranean Gas
East Mediterranean Gas oder kurz EMG ist ein ägyptisches Erdgas-Unternehmen. Der Wert wird derzeit (Februar 2011) auf rund zwei Milliarden US-Dollar geschätzt. Das Unternehmen wurde 2005, anlässlich eines Gasgeschäfts im Umfang von mehreren Milliarden Dollar zwischen Ägypten und Israel gegründet und wurde von Hussein Salem kontrolliert.

## Pipeline
Das Unternehmen betreibt eine 100-km-Erdgas-Pipeline zwischen al-Arisch und Aschkelon. Diese verläuft auf dem Seeweg.